# Onze-Lieve-Vrouw van de Rozenkranskerk (Floreffe)

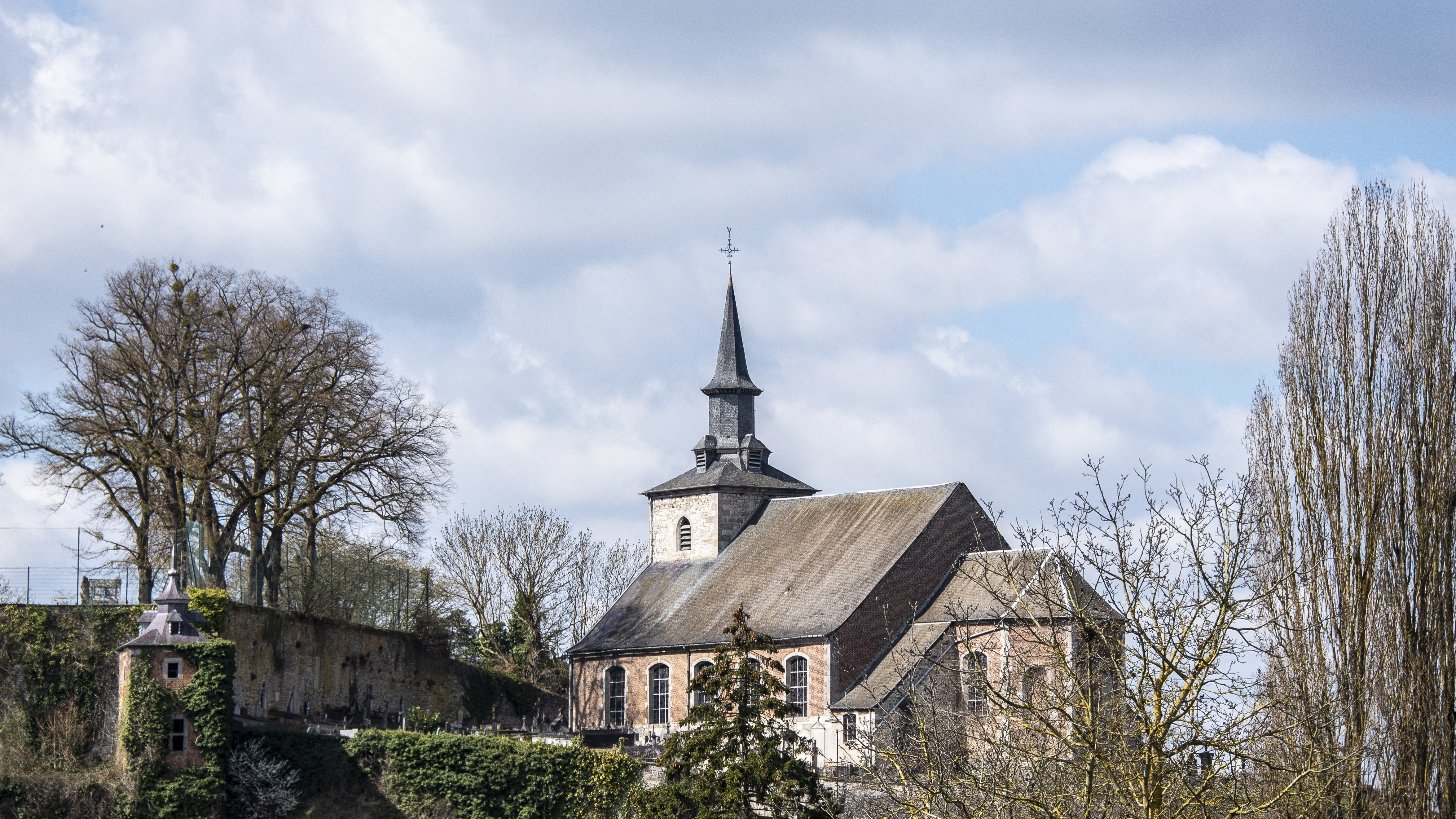
Onze-Lieve-Vrouw van de Rozenkranskerk

De Onze-Lieve-Vrouw van de Rozenkranskerk (Frans: Église Notre-Dame du Rosaire) is een kerkgebouw in de Belgische gemeente Floreffe. De kerk is toegewijd aan Onze-Lieve-Vrouw van de Heilige Rozenkrans. De kerk ligt vlakbij de abdij van Floreffe.

## Beschrijving
De huidige kerk werd in de 16e eeuw gebouwd uit kalk- en bakstenen, en heeft een complexe bouwgeschiedenis. Het koor is gotisch. Het noordelijk zijaltaar is 13e-eeuws en wijst op een veel oudere kerk die hier ooit stond. De preekstoel met panelen die Christus en Matteüs voorstellen is 17e-eeuws. Het doksaal is 19e-eeuws.

## Galerij

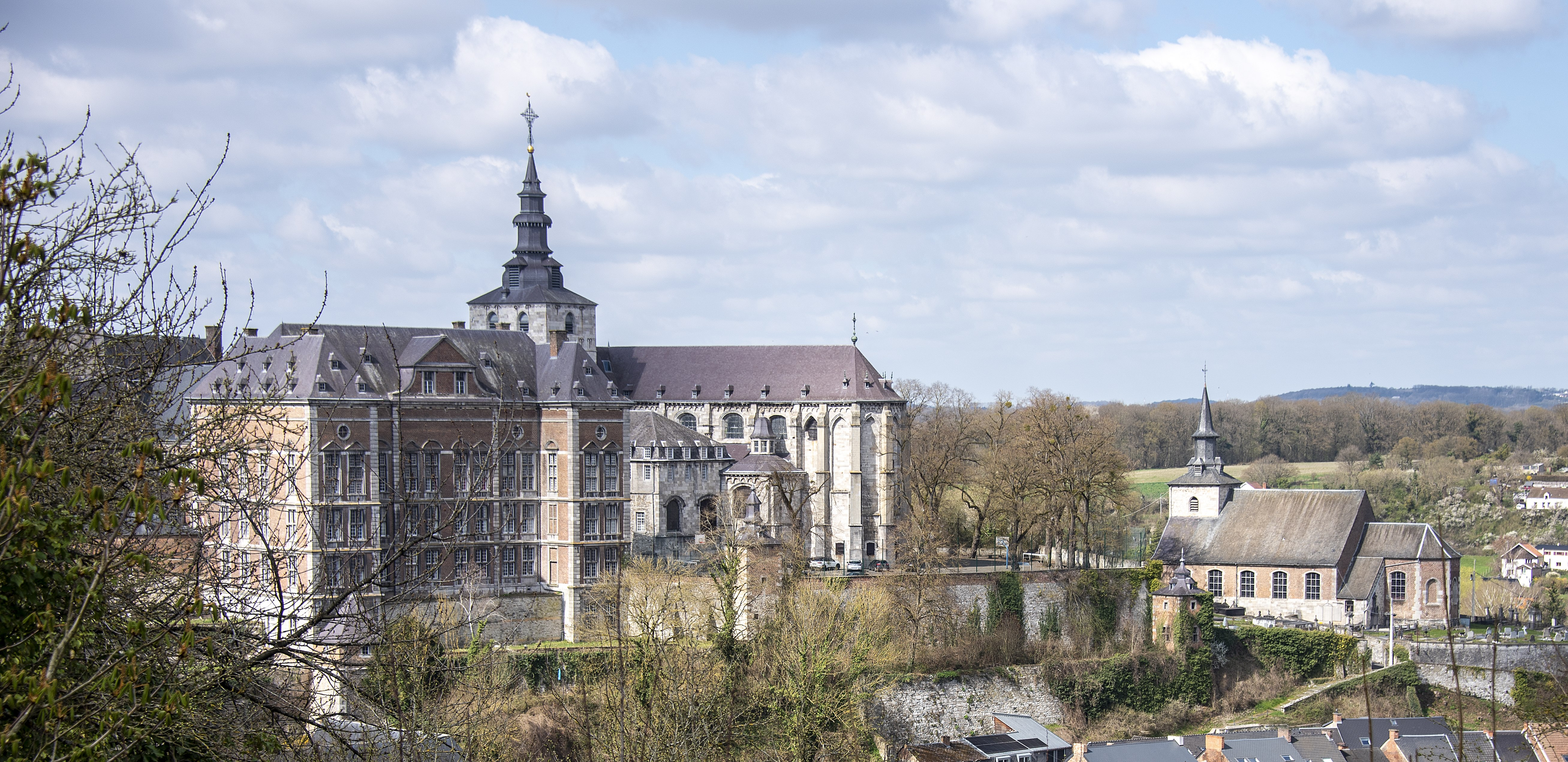
De kerk vlakbij de abdij
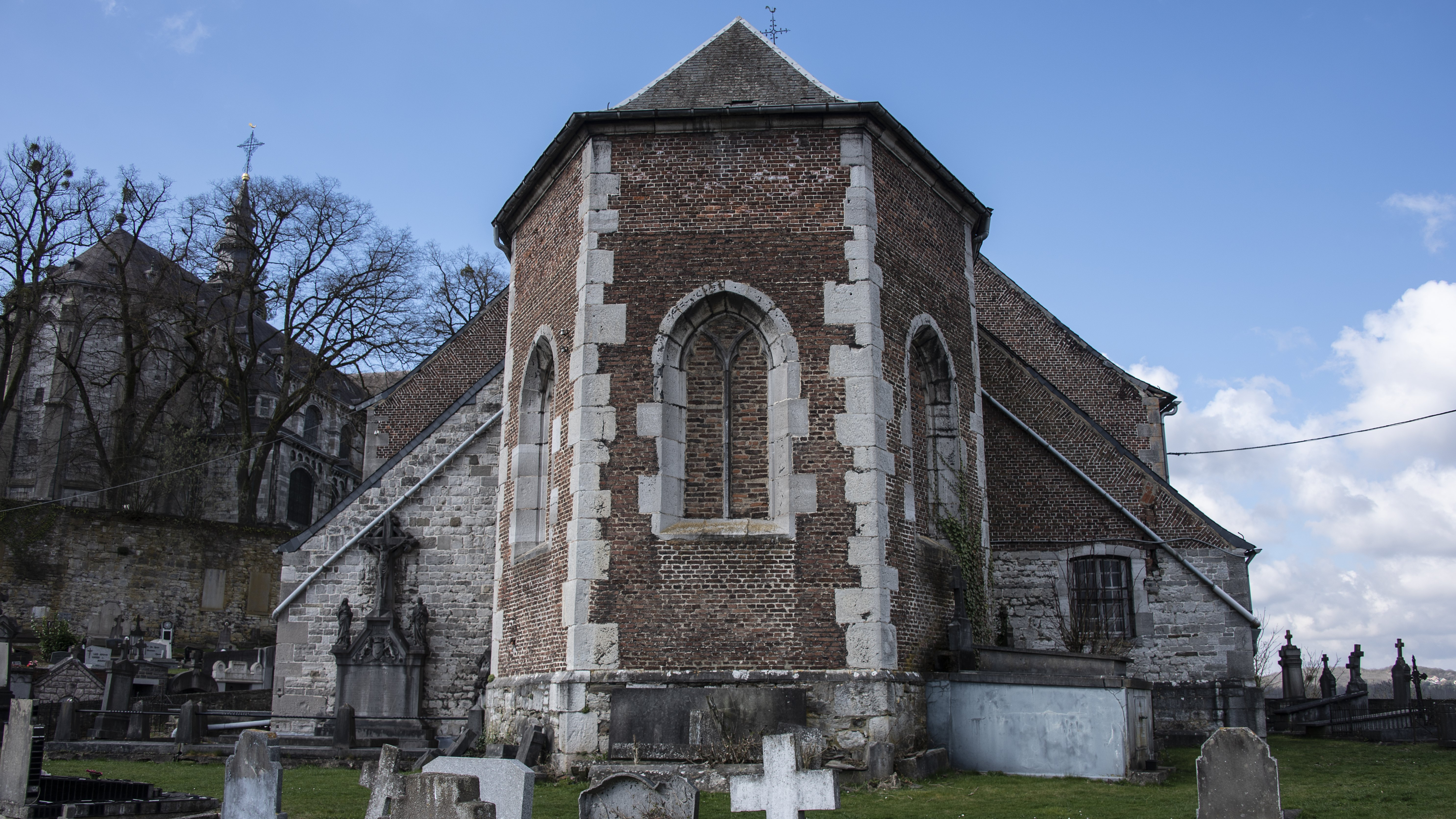
Het koor
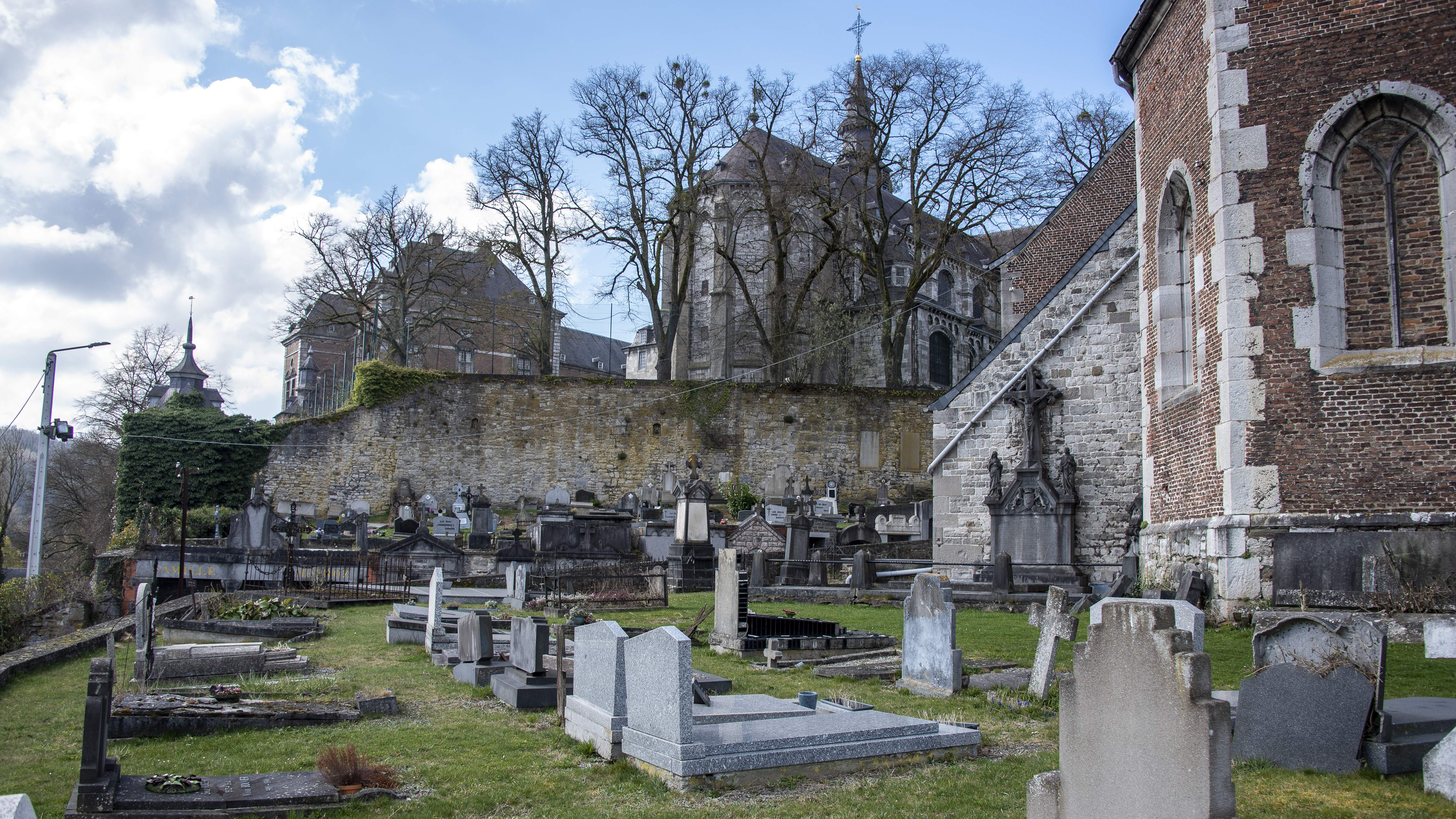
Het kerkhof